# حزب فالانژ اسپانیا
حزب فالانژ اسپانیا (به اسپانیایی: Falange Española) نام حزبی فاشیست در اسپانیا بود که خوزه آنتونیو پریمو دوریورا، پسر پریمو دوریورا در سال ۱۹۳۳ میلادی آن را بنیان گذاشت و از اتحاد آن با دیگر دسته‌های فاشیست در همان سال «فالانخه اسپانیولا «به رهبری وی به‌وجود آمد که برنامهٔ آن جلب طبقهٔ کارگر به یک ناسیونالیسم تندروی اجتماعی با هدف ملی کردن سرمایه، اصلاحات ارضی، توسعهٔ ارتش و روش انقلابی برای رسیدن به هدف) و یک نظام قدرت‌باور بود که با سوسیالیسم و لیبرالیسم، که به نظر آنان موجب پاشیدگی ملت هستند مبارزه کند.
مانیفست ۲۶ ماده‌ای «فالانخه» قانون اساسی جمهوری، حزب بازی، سرمایه‌داری، مارکسیسم و جنگ طبقاتی را رد می‌کرد و بر لزوم یک دولت ملی-سندیکالیست تکیه داشت. شکست فالانژ در جلب طبقهٔ کارگر، قدرت آن را به دانشجویان دانشگاه محدود کرد و دیگر نیروهای دست راستی نیز، که از پیروزی «جبهه خلق» در انتخابات سال ۱۹۳۶ هراسیده بودند، به سوی آن کشیده شدند.
در اصطلاح سیاسی دیگر کشورها، «فالانژ» برای دست راستی‌های افراطی، که به کمک دسته‌های اوباش در خیابان‌ها به حمله و ویرانگری و برهم زدن تظاهرات گروه‌های چپ می‌پردازند، به کار می‌رود.